# Сердар Худайбердиєв
Сердар Худайбердиєв (1 листопада 1986, Чарджоуська область, Туркменська Радянська Соціалістична Республіка) — туркменський боксер, призер Азійських ігор, чемпіон Азії.

## Спортивна кар'єра
2009 року Сердар Худайбердиєв став чемпіоном Азії в категорії до 60 кг. На чемпіонаті світу 2009 він здобув три перемоги, у тому числі в 1/8 фіналу над українцем Дмитром Буленковим, а в чвертьфіналі програв Хосе Педрасі (Пуерто-Рико) — 4-13.
На чемпіонаті світу 2011 в категорії до 64 кг Худайбердиєв здобув одну перемогу, а в другому бою програв Олександру Солянікову (Росія).
2012 року на кваліфікаційному чемпіонаті Азії забезпечиа собі путівку на Олімпійські ігри. На церемонії відкриття Олімпіади Сердар Худайбердиєв був прапороносцем збірної Туркменістану, а в змаганнях програв в першому бою Маноджу Кумар (Індія) — 7-13.
Після Олімпіади 2012 Худайбердиєв перейшов до наступної категорії. На Універсиаді в Казані програв в першому бою. На чемпіонаті світу 2013 здобув дві перемоги, а в 1/8 фіналу програв росіянину Олександру Беспутіну.
На Азійських іграх 2014 здобув дві перемоги, а у півфіналі програв Даніяру Єлеусінову (Казахстан) і отримав бронзову медаль.
2015 року Сердар Худайбердиєв став першим боксером з Туркменістану, що підписав професійний контракт. Протягом 2016—2017 років провів у Сполучених Штатах Америки п'ять поєдинків, у трьох з них здобув перемогу.